# McFarlan Automobile

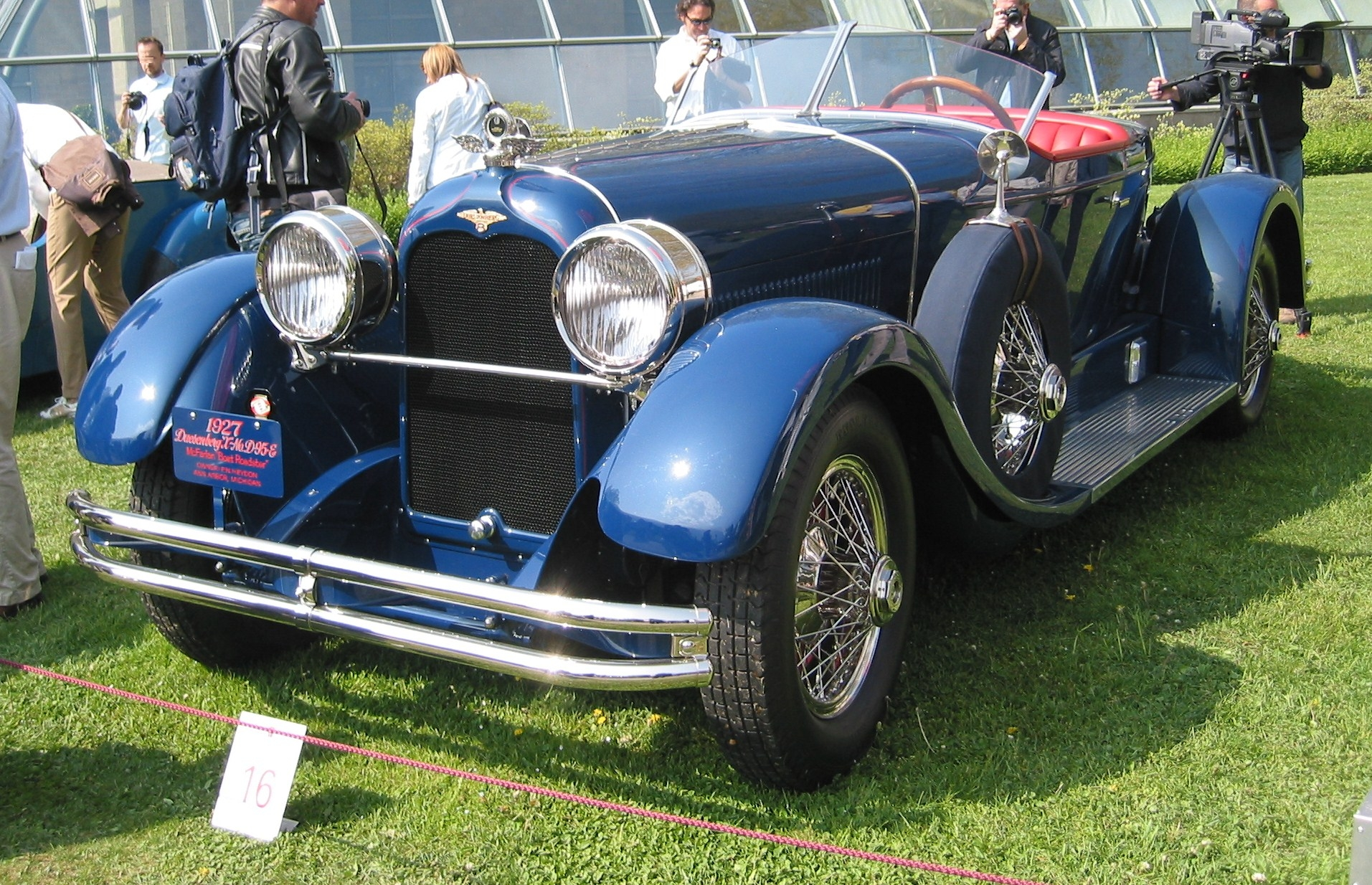
1927 Duesenberg Model X med kaross från McFarlan.

McFarlan Carriage Co var en amerikansk karossmakare som startade sin verksamhet 1856 i Connersville, Indiana med att bygga hästvagnar. Senare övergick företaget till att bygga bilkarosser. Mellan 1910 och 1928 byggde man lyxbilar av egen konstruktion. Sedan McFarlan gått i konkurs köpte E.L. Cord upp lokalerna för att där tillverka karosser till Auburn och Duesenberg.